# 赤背北岛
赤背北岛是钓鱼岛及其附属岛屿中的一个小岛，位于赤尾屿北，坐标为25°55.5′N 124°33.5′E。2012年3月3日，中华人民共和国国家海洋局、民政部公布其标准名称
。
赤背北岛是赤尾屿系列岛屿之一，它位于该系列岛屿的最北端，岛屿外形狭长，呈东北-西南走向。中华人民共和国公布的钓鱼岛海区的领海基线，其中一个基点就在赤背北岛。
赤背北岛被日本政府命名为“北小岛”，是日本政府命名的4个卫星岛之一。

## 外部連結
- 中華民國內政部釣魚臺列嶼簡介（繁體中文）
- ウオッちず 地図閲覧サービス（試験公開） （页面存档备份，存于）（日本国土地理院の地形図）（日語）